# スコット・キャロル
スコット・アレクサンダー・キャロル（Scott Alexander Carroll, 1984年9月24日 - ）は、アメリカ合衆国・ミズーリ州カンザスシティ出身の元プロ野球選手（投手）。右投右打。

## 経歴

### プロ入り前
2006年のMLBドラフトで16巡目（全体492位）でロサンゼルス・エンゼルス・オブ・アナハイムから指名されたが、契約には至らなかった。

### プロ入りとレッズ傘下時代
2007年のMLBドラフト6巡目（全体104位）でシンシナティ・レッズから指名され、プロ入り。この年は傘下のパイオニアリーグのルーキー級ビリングス・マスタングスで6試合に登板し、0勝1敗・防御率2.93だった。
2008年はA級デイトン・ドラゴンズで9試合に登板し、1勝2敗・防御率3.75だった。5月にA+級サラソタ・レッズへ昇格。14試合に登板し、6勝5敗・防御率3.51だった。
2009年はA+級サラソタで7試合に登板し、2勝2敗・防御率2.68だった。7月にAA級カロライナ・マドキャッツへ昇格し、2試合に登板した。
2010年はA+級リンチバーグ・ヒルキャッツで5試合に登板し、1勝2敗・防御率2.10だった。5月にAA級カロライナへ昇格。20試合に登板し、3勝9敗・防御率3.68だった。
2011年はAAA級ルイビル・バッツで25試合に登板し、7勝8敗・防御率5.39だった。
2012年はAAA級ルイビルで25試合に登板し、2勝3敗・防御率5.90だった。6月22日に放出された。

### ホワイトソックス時代
2012年7月11日にシカゴ・ホワイトソックスとマイナー契約を結んだ。契約後は傘下のAAA級シャーロット・ナイツとAA級バーミングハム・バロンズでプレー。AAA級シャーロットでは9試合に登板し、2勝3敗・防御率3.78だった。
2013年はルーキー級ブリストル・ホワイトソックスで5試合に登板し、防御率1.69だった。8月にAA級バーミングハムへ昇格。同球団では6試合に登板し、0勝2敗・防御率4.32だった。
2014年はAAA級シャーロットで開幕を迎え、4試合に登板し、3勝1敗・防御率1.57と好投。4月14日にはインターナショナルリーグの週間MVPに選ばれた。4月27日にホワイトソックスとメジャー契約を結び、同日のタンパベイ・レイズ戦で先発起用され、メジャーデビュー。7.1回を6安打2失点（自責点1）2四球3奪三振に抑え、メジャー初勝利を挙げた。この年は、先発登板19試合を含む26試合に投げて、5勝10敗・防御率4.80に終わったものの、メジャー1年目から129.1イニングに投げた。オフの11月25日にアダム・ラローシュの加入に伴って戦力外となったが、2015年1月22日にマイナー契約で再契約した。
2015年シーズンは開幕をAAA級シャーロットで迎えた後、4月26日に昇格した。前年は先発で投げる機会が多かったが、2015年はリリーフのみで18試合に登板し、防御率3.44をマークした。
2016年7月14日に40人枠を外れる形でAAA級シャーロットへ配属された。

### レンジャーズ傘下時代
2016年7月20日に金銭トレードでテキサス・レンジャーズへ移籍し、22日に傘下のAA級フリスコ・ラフライダーズへ配属され、翌23日にAAA級ラウンドロック・エクスプレスに配属されたが8月3日にAA級フリスコに降格し、11月7日にFAとなった。

### レンジャーズ退団後
2017年5月16日にアメリカンアソシエーションのカンザスシティ・ティーボーンズと契約した。8月15日にシカゴ・カブスとマイナー契約を結び、傘下のAAA級アイオワ・カブスに配属された。11月6日にFAとなった。
2018年6月2日にカンザスシティ・ティーボーンズに復帰した。7月3日にメキシカンリーグのティフアナ・ブルズと契約したが、7月27日に自由契約となった。この年限りで現役を引退した。

## 詳細情報

### 年度別投手成績
| 年 度    | 球 団    | 登 板 | 先 発 | 完 投 | 完 封 | 無 四 球 | 勝 利 | 敗 戦 | セ 丨 ブ | ホ 丨 ル ド | 勝 率 | 打 者 | 投 球 回 | 被 安 打 | 被 本 塁 打 | 与 四 球 | 敬 遠 | 与 死 球 | 奪 三 振 | 暴 投 | ボ 丨 ク | 失 点 | 自 責 点 | 防 御 率 | W H I P |
| -------- | -------- | ----- | ----- | ----- | ----- | -------- | ----- | ----- | -------- | ----------- | ----- | ----- | -------- | -------- | ----------- | -------- | ----- | -------- | -------- | ----- | -------- | ----- | -------- | -------- | ------- |
| 2014     | CWS      | 26    | 19    | 0     | 0     | 0        | 5     | 10    | 0        | 0           | .333  | 573   | 129.1    | 147      | 13          | 45       | 1     | 12       | 64       | 5     | 1        | 81    | 69       | 4.80     | 1.48    |
| 2015     | CWS      | 18    | 0     | 0     | 0     | 0        | 1     | 1     | 0        | 0           | .500  | 162   | 36.2     | 40       | 2           | 13       | 2     | 3        | 27       | 4     | 0        | 19    | 14       | 3.44     | 1.45    |
| 2016     | CWS      | 3     | 0     | 0     | 0     | 0        | 0     | 0     | 0        | 0           | ----  | 10    | 2.1      | 2        | 0           | 1        | 0     | 1        | 2        | 0     | 0        | 3     | 3        | 11.57    | 1.29    |
| MLB：3年 | MLB：3年 | 47    | 19    | 0     | 0     | 0        | 6     | 11    | 0        | 0           | .353  | 745   | 168.1    | 189      | 15          | 59       | 3     | 16       | 93       | 9     | 1        | 103   | 86       | 4.60     | 1.40    |

### 背番号
- 67 (2014年 - 2016年)